# Costești (Iași)
Pour les articles homonymes, voir Costești.
Costești est une commune du județ de Iași en Roumanie.